# Vladimir Gortan
Vladimir Gortan (Vermo, 7 giugno 1904 – Pola, 17 ottobre 1929) è stato un antifascista croato con cittadinanza italiana condannato alla fucilazione dal Tribunale speciale per attentato alla sicurezza dello Stato nel 1929.

## Biografia
Nato nel 1904 a Vermo di Pisino nell'allora Margraviato d'Istria asburgico da una famiglia di etnia croata, in seguito all'annessione dell'Istria al Regno d'Italia e alla successiva presa del potere del fascismo, nonché al conseguente processo di italianizzazione forzata dell'interno a maggioranza slovena e croata, decise nel 1928 di aderire al movimento nazionalista, irredentista e antifascista TIGR.
Il giorno delle elezioni plebiscitarie del 1929, il 24 marzo, secondo la ricostruzione che si legge nella sentenza del processo, quattro persone spararono a Camùs di Gradigne contro un gruppo di contadini che andavano a votare a Pisino e l'azione portò all'uccisione di un contadino, Giovanni Tuctan di Villa Treviso, padre di dieci figli, e al ferimento di un altro. Sempre secondo la sentenza, invece, "il nominato Gortan Vladimiro ha esploso contro una colonna di elettori di Villa Padova, in località Stanzia Runco, varii colpi di arma da fuoco che fortunatamente non raggiunsero il bersaglio." Quindi la sentenza aggiunge che "malgrado tali aggressioni gli elettori di Villa Treviso e Villa Padova [...] si riordinarono sotto la guida del maestro Ballarin e continuarono la marcia verso Pisino decisi di dare ad ogni costo al Governo Nazionale tutto il loro spontaneo consenso e di dimostrare la loro gratitudine per l'interessamento spiegato dal Governo fascista per la loro regione." Dopo il fatto Gortan cercò di rifugiarsi in Jugoslavia ma venne catturato quattro giorni dopo, il 28 marzo e venne portato a Roma dove venne malmenato dalle camicie nere, dichiarato capobanda del gruppo e condannato alla fucilazione dal Tribunale speciale per la difesa dello Stato:
L'esecuzione della sentenza avvenne il 17 ottobre alle ore 5:40 presso il poligono della Regia Marina di Pola alla presenza di Don Bartolomeo Grosso, cappellano della Milizia, Omero Mandruzzi, centurione medico, il maggiore dei carabinieri Roberto Marino, capo dell'Ufficio di polizia Giudiziaria presso il Tribunale Speciale e Giuseppe de Turris, il console Comandante della LX Legione da Montagna di Pola della MVSN che fornì il plotone di esecuzione.

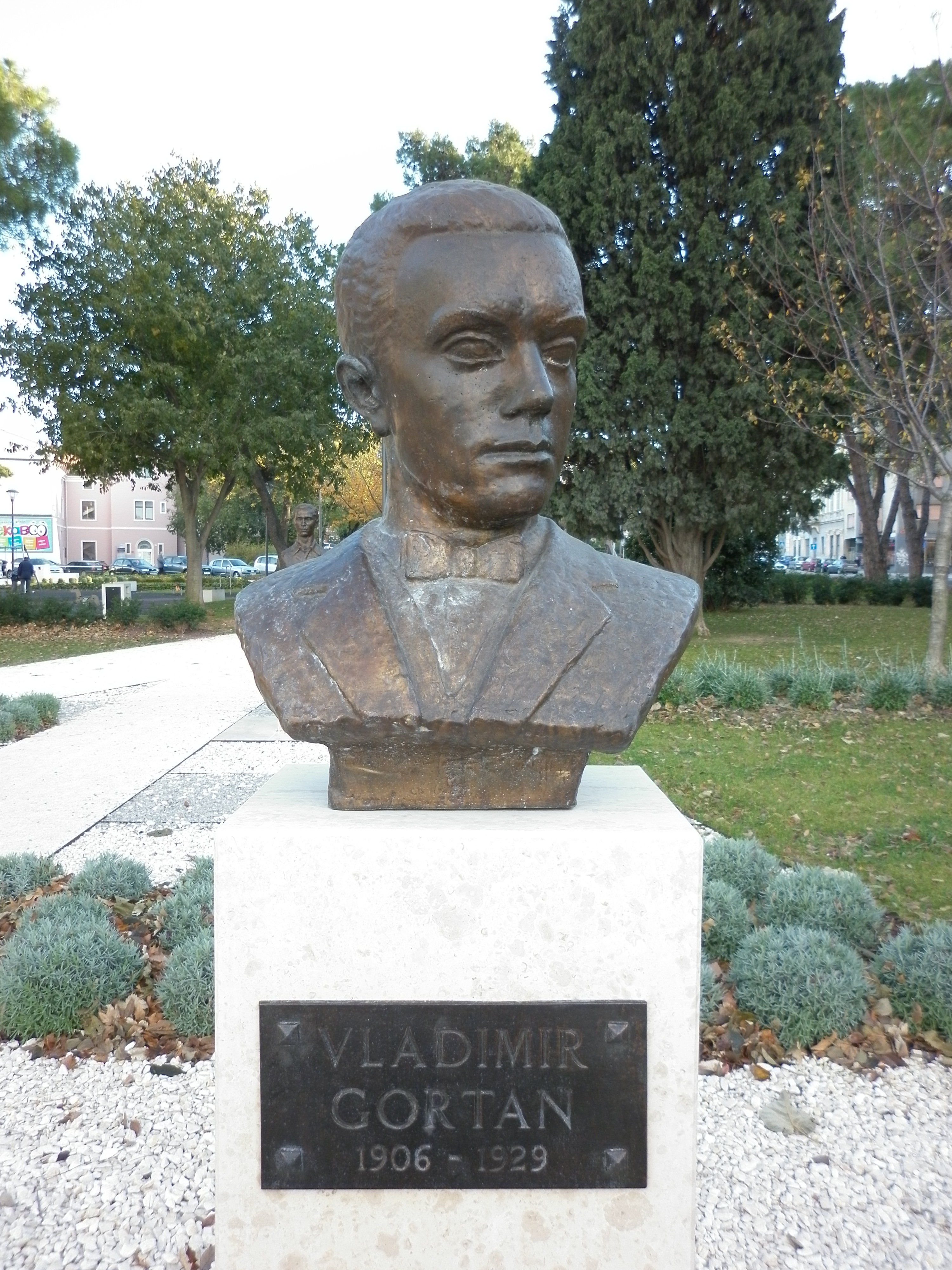
Busto dedicato a Gortan a Pola.

## Riconoscimenti postumi

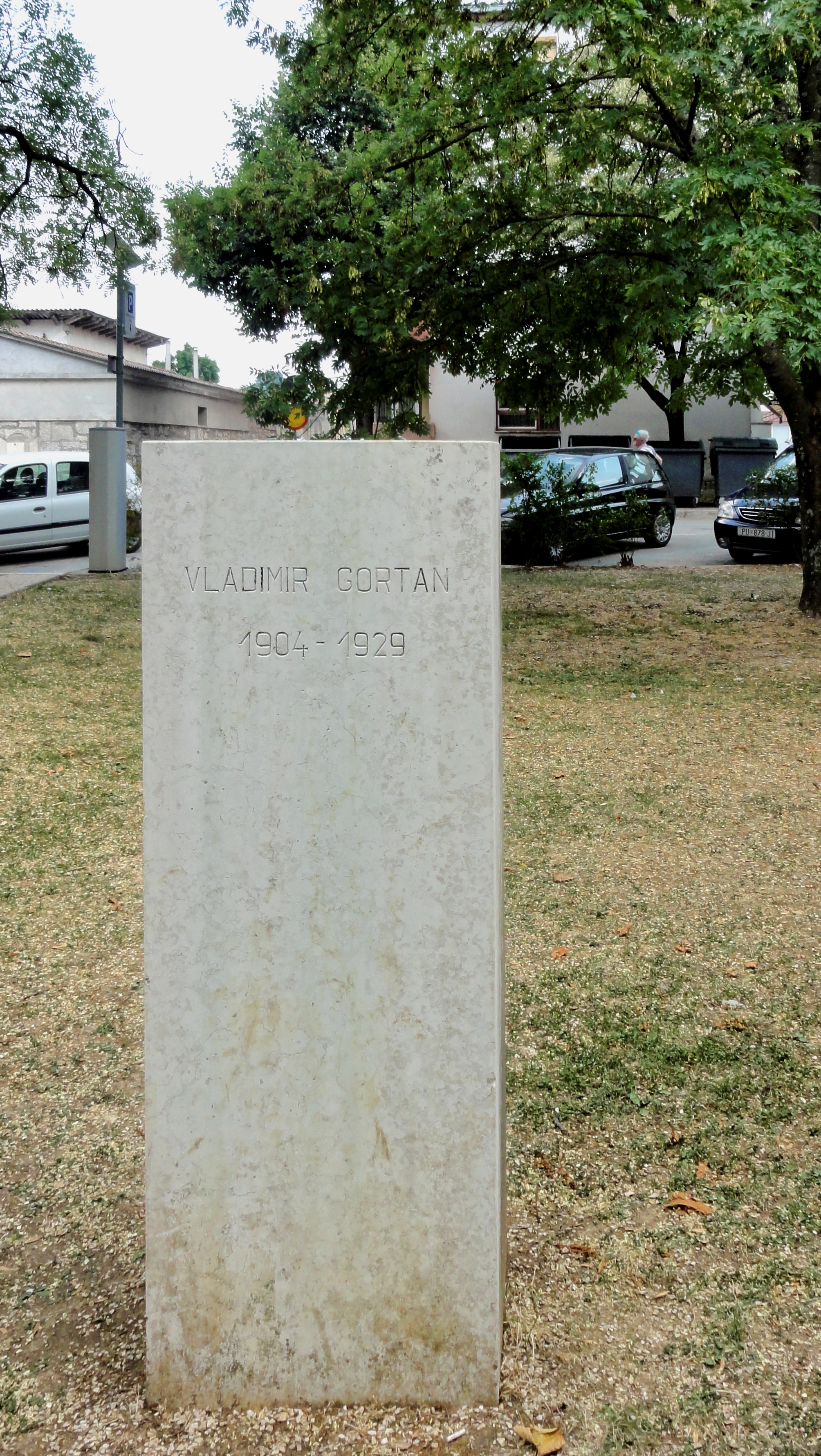
Busto dedicato a Gortan a Pisino.

Nel giugno 1944 quattro compagnie partigiane istriane fondarono la 1ª Brigata istriana "Vladimir Gortan" che verso la fine del conflitto operò presso il Monte Taiano nel comune di Erpelle-Cosina e in seguito venne incorporata nella 43ª divisione dell'Esercito Popolare di Liberazione della Jugoslavia.
Nell'agosto 1945 l'Esercito jugoslavo emise un francobollo da 5 jugolire in uso nelle zone sotto occupazione jugoslava dell'Istria e del Litorale sloveno con l'immagine della casa di Vladimir Gortan a Vermo.
Nel 1952 gli è stata dedicata la scuola media superiore di Buie, inaugurata nel 1947 e una scuola elementare a Fiume aperta nel 1952. Inoltre una società per l'edilizia di Pisino nata nel 1947 ha preso il suo nome nel 1950.
Inoltre a Umago è dedicata una via a Gortan e in Istria sono presenti due busti in suo onore, uno a Pisino, sua città natale e l'altro a Pola. A Pola presso il luogo dove venne giustiziato è stato costruito un monumento, che poi è stato imbrattato durante la Guerra d'indipendenza croata nel 1991.